# Великий Ліс (ботанічний заказник, Гадяцький район)
Вели́кий Ліс — ботанічний заказник місцевого значення в Україні. Розташований у межах Гадяцького району Полтавської області, на схід від села Красна Лука. 
Площа 182 га. Статус надано згідно з рішенням облвиконкому №74 від 17.04.1992 року. Перебуває віданні ДП «Гадяцький лісгосп» (Краснолуцьке л-во, кв. 37-39). 
Статус надано для збереження частини лісового масиву на правобережжі річки Псел. Зростає цінна рослинність з угрупованнями кленово-липово-дубових та ясенево-дубових лісів. Збереглись окремі екземпляри дуба звичайного віком більше 200 років. Виявлено 2 види рідкісних рослин і 19 – тварин.
- Заказник «Великий Ліс» входить до складу Гадяцького регіонального ландшафтного парку.